# WonderCon
WonderCon es una convención anual de cómics, ciencia ficción y cine, organizado por Comic-Con Internacional
WonderCon cuenta con más de 900 expositores en una sala de exhibiciones de 412,000 pies cuadrados llena de cómics, arte original, juguetes y productos de muchos artistas, editores y minoristas populares. Puede esperar programación exclusiva de películas y televisión, paneles con los mejores profesionales del cómic, autógrafos, juegos, reseñas de portafolios, entre otros.
Inicialmente, se realizaba en el Área de la Bahía de San Francisco (1987-2011), luego, bajo el nombre WonderCon Anaheim, en Anaheim, California (2012-2015, 2017-presente), y WonderCon Los Ángeles en 2016.  La convención regresó al Centro de Convenciones de Anaheim en 2017 después de un período de un año en Los Ángeles debido a la construcción en el Centro de Convenciones de Anaheim.

La convención fue concebida por el minorista John Barrett (fundador de la cadena minorista Comics and Comix) y originalmente se llevó a cabo en el Centro de Convenciones de Oakland. En 2003, se trasladó al Moscone Center de San Francisco.  El nombre original del programa era Convención del Maravilloso Mundo de los Cómics.

Logotipo para WonderCon@Home.

## Historia

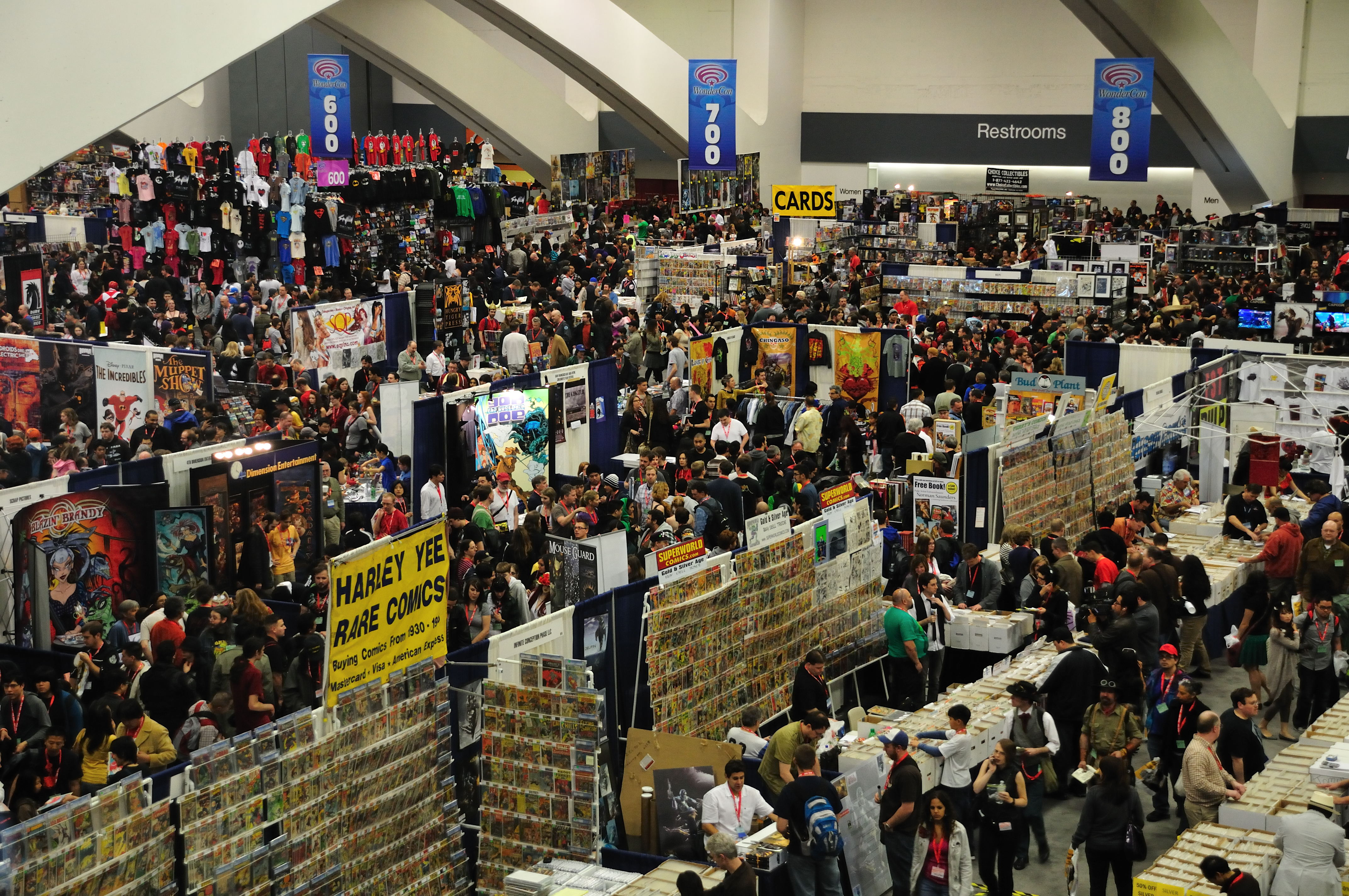
WonderCon de 2010,

El minorista Joe Field (de Flying Colors Comics y Other Cool Stuff) y su socio Mike Friedrich fueron propietarios y operaron la convención durante quince años. En 2001, negociaron un acuerdo con el equipo directivo que dirige la San Diego Comic-Con International para que forme parte de la familia de convenciones Comic-Con International .  Esto dio al espectáculo de San Francisco una audiencia más amplia y lo convirtió en un lugar para avances y proyecciones tempranas de películas importantes, en particular aquellas basadas en cómics. Estos incluyeron Spider-Man 2 en 2004, Batman Begins y Fantastic Four en 2005, Superman Returns en 2006, 300 en 2007, Watchmen en 2009 y Kick-Ass en 2010. En todos estos eventos las estrellas de las películas respondieron a las preguntas del público. 

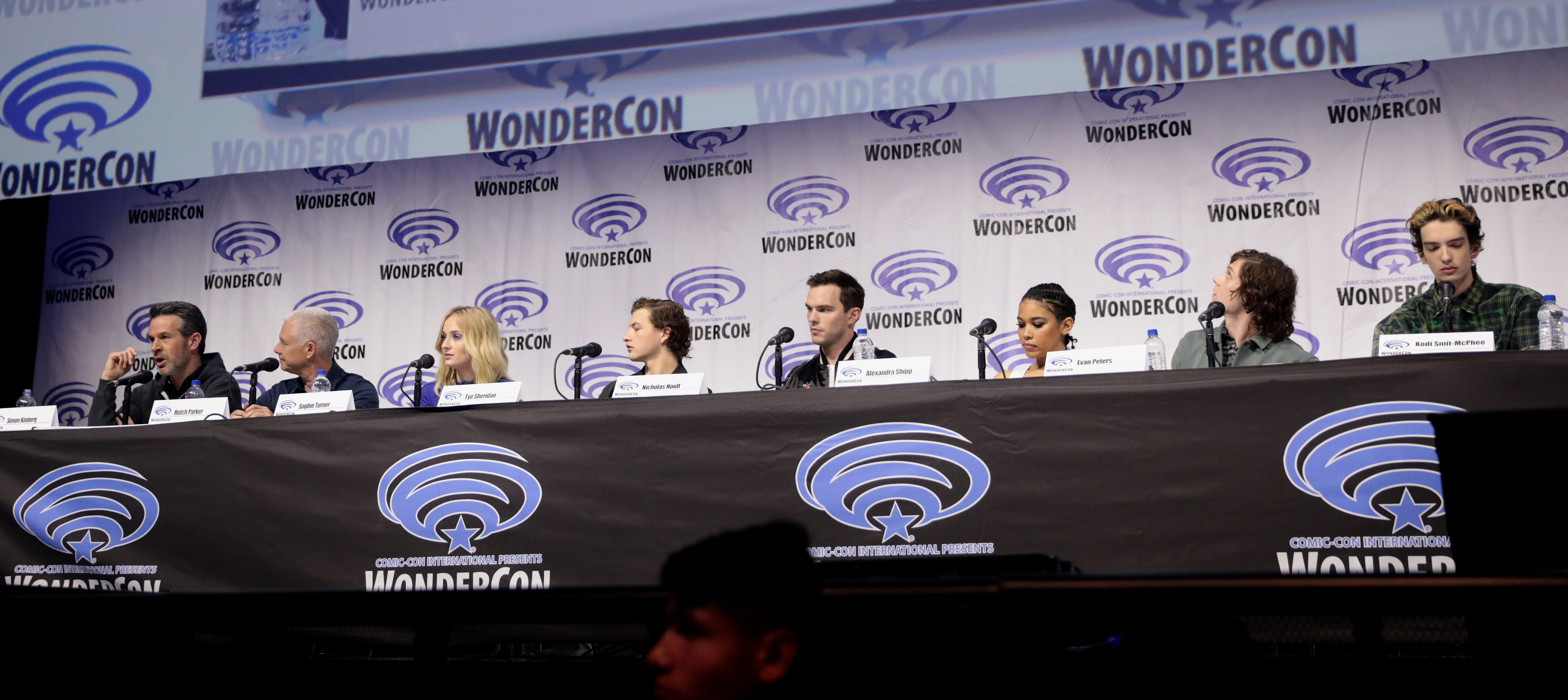
El elenco de Dark Phoenix en la WonderCon de 2019 en California.

WonderCon tuvo 34.000 asistentes en 2009,  39.000 en 2010 y 49.500 en 2011. El espectáculo abandonó el Área de la Bahía después de la estafa de 2011, porque el Moscone Center de San Francisco estaba siendo remodelado. La convención se trasladó a Anaheim en 2012 y pasó a llamarse WonderCon Anaheim.  Cuando se anunció por primera vez el traslado a Anaheim, Comic-Con International dijo que regresarían a San Francisco después de que se completaran las renovaciones del Moscone Center; sin embargo, la convención finalmente se quedó en el sur de California. En 2016, comenzó una nueva convención en el Área de la Bahía, llamada Silicon Valley Comic Con.
WonderCon se mudó de Anaheim a Los Ángeles en 2016 y ahora se llama WonderCon Los Ángeles y se llevó a cabo del 25 al 27 de marzo de 2016 en el Centro de Convenciones de Los Ángeles. La edición de 2017 de la convención regresó a Anaheim y se llevó a cabo del 31 de marzo al 2 de abril de 2017. 
En 2019, Wonder Con presentó al elenco de la película X Men: Dark Phoenix,  con la presencia de Simon Kinberg (escritor, director y productor) y Hutch Parker (productor) los cuales estuvieron acompañados por los actores Nicholas Hoult, Tye Sheridan, Evan Peters, Alexadra Shipp, Kodi Smit-McPhee y Sophie Turner.
El logotipo de WonderCon fue diseñado por Richard Bruning y Tim Zach.
La edición 2020 de la feria, prevista del 10 al 12 de abril, fue cancelada debido a la pandemia de COVID-19. La edición 2021 de la feria, prevista para el 26 y 27 de marzo, fue cancelada nuevamente debido a la pandemia de COVID-19 .

### Eventos
| Año  | Fecha                      | Sede                                  | Lugar                      | Invitados | Ref. |
| ---- | -------------------------- | ------------------------------------- | -------------------------- | --- | ---- |
| 1987 | Mayo 2–3                   | Oakland Convention Center             | Oakland, California.       | | Ref. |
| 1988 | Abril 23–24                | Oakland Convention Center             | Oakland, California.       | | Ref. |
| 1989 | Abril 28–30                | Oakland Convention Center             | Oakland, California.       | | Ref. |
| 1990 | Mayo 11–13                 | Oakland Convention Center             | Oakland, California.       | Dan Brereton, Erik Larsen, Jim Lee, Rob Liefeld, Ron Lim, Ken Macklin, Chris Marrinan, Trina Robbins, Jim Valentino, Tim Vigil, Marv Wolfman | Ref. |
| 1992 | Abril 24–26                | Oakland Convention Center             | Oakland, California.       | | Ref. |
| 1994 | Abril 22–24                | Oakland Convention Center             | Oakland, California.       | | Ref. |
| 1996 | Abril 26–28                | Oakland Convention Center             | Oakland, California.       | | Ref. |
| 2001 | Abril 1–3                  | Oakland Convention Center             | Oakland, California.       | | Ref. |
| 2002 | Abril 19–21                | Oakland Convention Center             | Oakland, California.       | | Ref. |
| 2003 | Abril 25–27                | Moscone Center                        | San Francisco, California. | | Ref. |
| 2004 | 30 de abril – 2 de mayo    | Moscone Center                        | San Francisco, California. | | Ref. |
| 2005 | Febrero 18 – 20            | Moscone Center Norte                  | San Francisco, California. | | Ref. |
| 2006 | Febero 10–12               | Moscone Center Oeste                  | San Francisco, California. | | Ref. |
| 2007 | Marzo 2–4                  | Moscone Center Sur                    | San Francisco, California. | | Ref. |
| 2008 | Febrero 22–24              | Moscone Center Sur                    | San Francisco, California. | | Ref. |
| 2009 | 27 de febrero – 1 de marzo | Moscone Center Sur                    | San Francisco, California. | | Ref. |
| 2010 | Abril 2–4                  | Moscone Center Sur                    | San Francisco, California. | Peter S. Beagle, Geoff Johns, Adam Kubert, Jimmy Palmiotti, Tim Powers, Kevin Smith, Judd Winick | Ref. |
| 2011 | Abril 1–3                  | Moscone Center Sur                    | San Francisco, California. | Sergio Aragonés, Robert Kirkman, Francis Manapul, Joe Quesada, Frank Quitely, Amy Reeder, Bill Sienkiewicz, Judd Winick, Marv Wolfman | Ref. |
| 2012 | Marzo 16–18                | Centro de Convenciones de Anaheim     | Anaheim, California        | | Ref. |
| 2013 | Marzo 29–31                | Centro de Convenciones de Anaheim     | Anaheim, California        | | Ref. |
| 2014 | Abril 18–20                | Centro de Convenciones de Anaheim     | Anaheim, California        | Tony Daniel, Jim Lee, Mark Waid | Ref. |
| 2015 | Abril 3–5                  | Centro de Convenciones de Anaheim     | Anaheim, California        | Neal Adams, Becky Cloonan, Sam de la Rosa, Steve Epting, Greg Horn, Phil Noto, Greg Weisman | Ref. |
| 2016 | Marzo 25–27                | Centro de Convenciones de Los Ángeles | Los Ángeles, CA            | Brian Michael Bendis, Amber Benson, Jason Faunt, Lou Ferrigno, Christopher Khayman Lee, Jim Lee, Humberto Ramos, John Romita, Jr., Bill Sienkiewicz, David Sobolov | Ref. |
| 2017 | Marzo 31 – abril 2         | Centro de Convenciones de Anaheim     | Anaheim, California        | Sergio Aragonés, Kevin Eastman, Chad Hardin, Phil Jimenez, Jim Lee, Mark Waid | Ref. |
| 2018 | Marzo 23–25                | Centro de Convenciones de Anaheim     | Anaheim, California        | Sergio Aragonés, Larry Hama, Faith Erin Hicks, Jim Lee, Patrick Rothfuss, Gail Simone, Mark Waid | Ref. |
| 2019 | Mazo 29–31                 | Centro de Convenciones de Anaheim     | Anaheim, California        | Sergio Aragonés, Peter S. Beagle, Greg Capullo, Katie Cook, Cory Doctorow, Adam Kubert , Phil LaMarr, Jim Lee, Tim Sale, Brian Stelfreeze | Ref. |
| 2020 | Abril 10–12                | Centro de Convenciones de Anaheim     | Anaheim, California        | Cancelada por la Pandemia de Covid. | Ref. |
| 2021 | Marzo 26–27                | Centro de Convenciones de Anaheim     | Anaheim, California        | Cancelada por la Pandemia de Covid. | Ref. |
| 2022 | Abril 1–3                  | Centro de Convenciones de Anaheim     | Anaheim, California        | Rico E. Anderson, Michael Cho, Bobby Clark, Becky Cloonan, Tracee Lee Cocco, Michael W. Conrad, David Dastmalchian, Kevin Eastman, Ashley Eckstein, Mary Gibbs, Shannon Hale, Herbert Jefferson Jr., Neil Kaplan, Sarah Kuhn, Lex Lang, Cherami Leigh, Elliot S! Maggin, Deneen Melody, Amanda C. MIller, Trung Le Nguyen, David A. Robertson, Kevin Smith, Michael A. Stackpole, Babs Tarr, Larry Thomas, David F. Walker, Tula Lotay/Lisa Wood, Gene Luen Yang, Skottie Young                                                                                     | Ref. |
| 2023 | Marzo 24–26                | Centro de Convenciones de Anaheim     | Anaheim, California        | Jason Aaron, Alane Adams, Beau Billingslea, Steve Blum, Griffin Burns, Mingjue Helen Chen, Tom Cook, Ian James Corlett, Mark Evanier, Jenny Frison, Mitch Gerads, Kyle Herbert, Adam Hughes, Brian Hull, Phil Jimenez, Daniel Warren Johnson, Tom King, Jae Lee, Steve Leialoha, Mary Elizabeth McGlynn, Cynthia McWilliams, Annalee Newitz, Joe Ochman, Gary Phillips, Joe Quinones, Trina Robbins, Kaitlyn Robrock, James Rollins, Neil Ross, Tom Ruegger, Paul Rugg, Mark Russell, Evan "Doc" Shaner, Kaiji Tang, Greg van Eekhout, Marv Wolfman, Gene Luen Yang | Ref. |
| 2024 | Marzo 29–31                | Centro de Convenciones de Anaheim     | Anaheim, California        | TBA | Ref. |

## Eventos

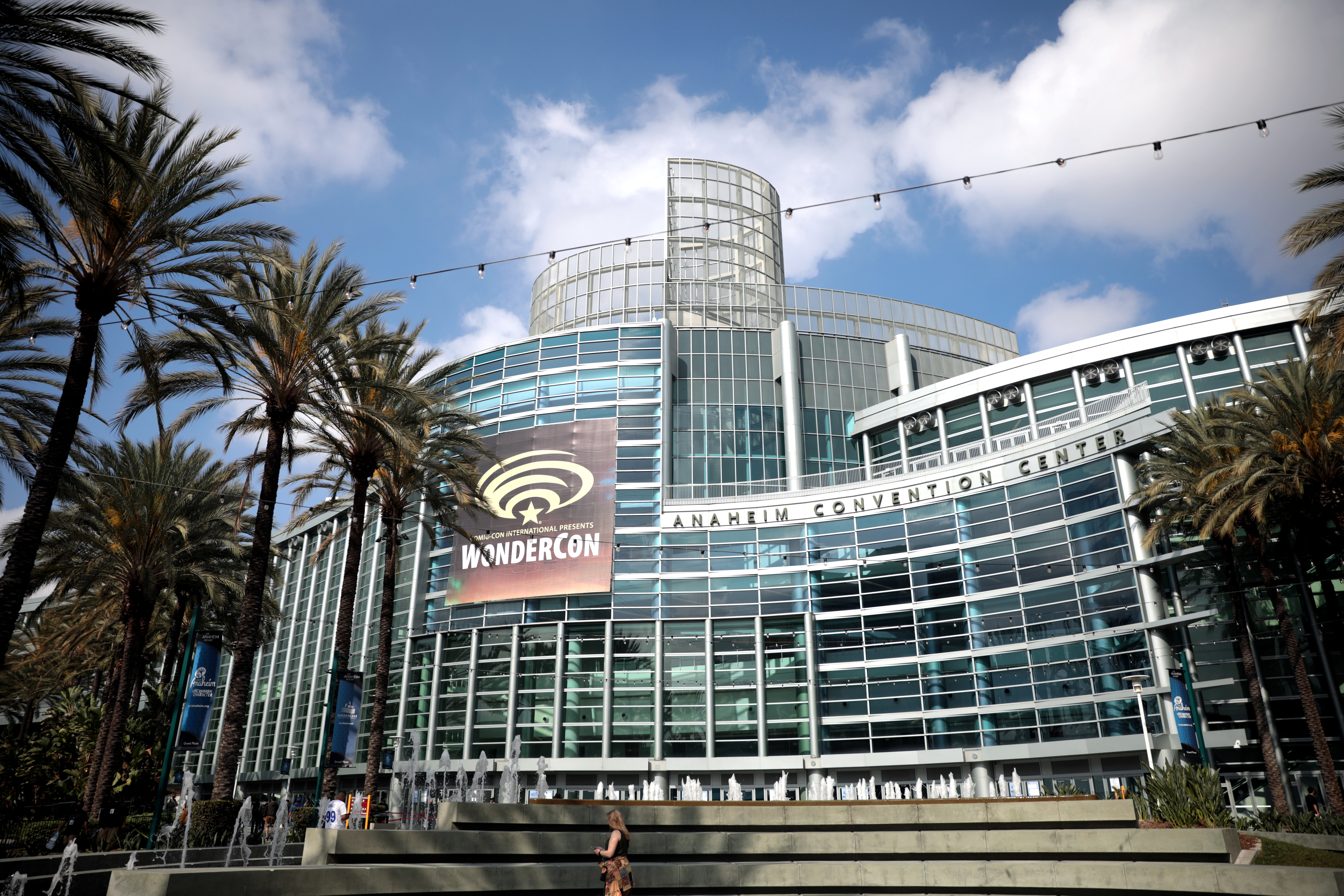
El exterior de WonderCon en el Centro de Convenciones de Anaheim

Si bien la principal atracción de WonderCon siempre han sido varios minoristas que venden números antiguos de cómics y figuras de acción, la lista de expositores ha crecido hasta incluir minoristas de DVD especializados. También hay un "Callejón de los artistas" en el que participan principalmente artistas de cómics que venden obras de arte, firman libros y hacen bocetos; y celebridades importantes firmando fotografías autografiadas.
WonderCon fue sede de las ceremonias de los premios Harvey de 1997 a 1999.  Desde 2007, académicos y profesionales de la industria del cómic han celebrado la Conferencia de Artes del Cómic junto con WonderCon.
Además, WonderCon presenta un evento llamado "Trailer Park", donde se muestran avances de las próximas películas.
La competencia de disfraces de WonderCon generalmente se lleva a cabo el sábado después del cierre de la convención. Se otorgan premios a aquellos con las actuaciones más creativas, aunque cualquiera puede participar.